# Подтечение
Подтечение е „количествена“ музикална невма във византийската нотация, която обозначава, че музикалният тон трябва да бъде понижен с две степени в рамките на тоналността, но последователно (1+1), т.е. ако понижаваният тон е „ни“, трябва да има изпълнение „ни“-„зо“-„ке“. (Или според западната терминология – до-си-ла).
Възможна е комбинацията му с невми да време (темпо).